# From Ashes to New

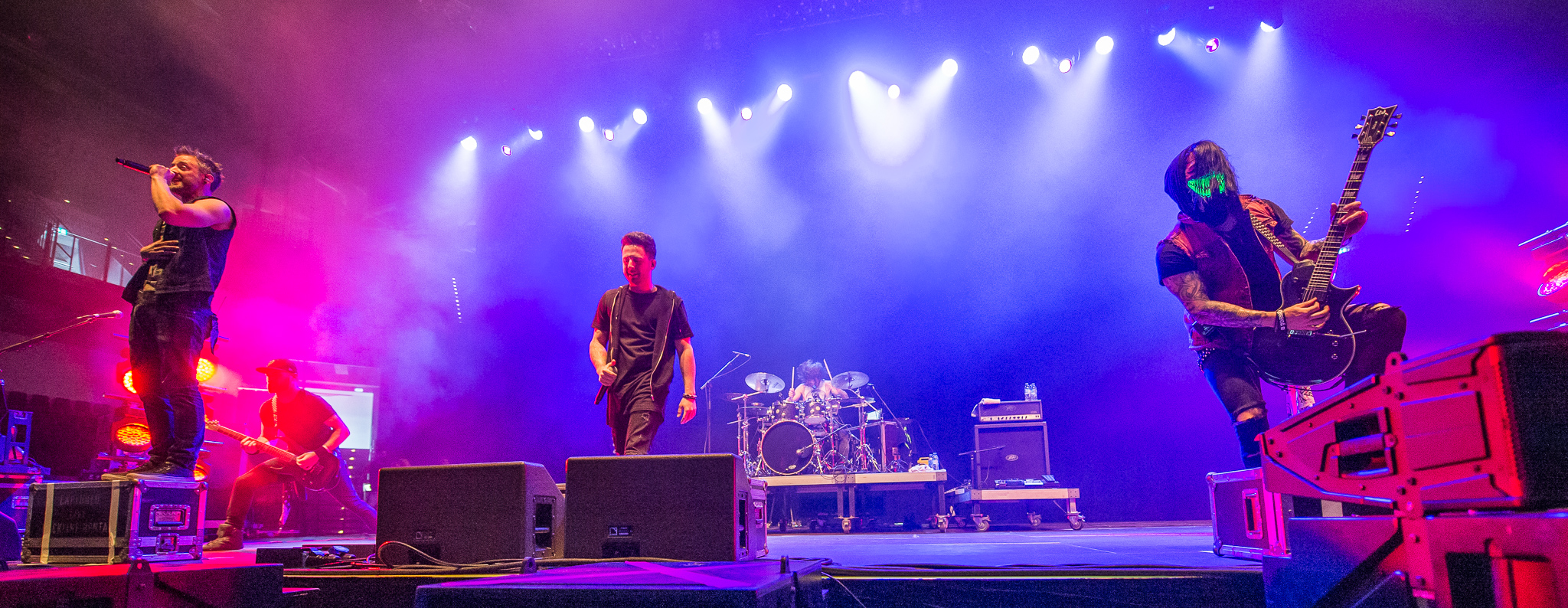
From Ashes to New

From Ashes to New (FATN) – amerykański zespół grający muzykę z gatunku nu metal, rap rock, rap metal oraz metal alternatywny. Grupa została utworzona w 2013 roku w Lancaster w stanie Pennsylvania. Od początku swojej działalności zespół dość często zmieniał swój skład. Do tej pory jedynym stałym jej członkiem jest wokalista Matt Brandyberry. Do tej pory zespół wydał 2 studyjne albumy oraz 2 EP (ang. extended play).

## Historia
Zespół powstał w 2013 roku w Lancaster w stanie Pennsylvania. W tym samym roku wydana została ich pierwsza „epka” pt. „From Ashes to New” z utworami „My Fight” i „I Will Show You”. W 2015 roku grupa wydała drugi mini-album „Downfall” z utworami „Downfall” oraz „Through It All”, który był zapowiedzią ich pierwszego długogrającego albumu „One day” wydanego w 2016 r. nakładem Better Noise Records. „One day” ukazał się 26 lutego 2016 roku i zawierał 11 utworów. Edycja deluxe została wydana 18 listopada 2016. Zawierała w sumie 15 utworów, w tym akustyczną wersję „Lost and Alone” oraz 3 nowe utwory.

## Członkowie
Aktualni:
- Danny Case – wokal prowadzący (2017–obecnie)
- Matt Brandyberry – czysty wokal, raper, keyboards, gitara rytmiczna, programowanie (2013–obecnie)
- Lance Dowdle – gitara prowadząca (2015–obecnie)
- Mat Madiro – perkusja (2017–obecnie)
- Jimmy Bennett - gitara (2025-obecnie)

Byli:
- Tim D’onofrio – perkusja (2014–2017)
- Chris Musser – wokal prowadzący (2013–2017)
- Dan Kecki – gitara prowadząca (2013–2015)
- Garrett Russell – gitara basowa (2013–2015)
- Jon-Mikel Valudes – perkusja (2013-2014)
- Branden „Boo” Kreider – gitara rytmiczna, wokal wspomagający (2013–2017)

## Dyskografia

### Albumy studyjne
- Day One (2016)
- The Future (2018)

### EP(Extended play)
- From Ashes to New (2013)
- Downfall (EP) (2015)

### Single
| „From Ashes to New”       | Rok  | Album               |
| ------------------------- | ---- | ------------------- |
| „My Fight”                | 2013 | „From Ashes to New” |
| „I Will Show You”         | 2014 | „From Ashes to New” |
| „Downfall”                | 2015 | „One day”           |
| „Through It All”          | 2015 | „One day”           |
| „Same Old Story”          | 2016 | „One day”           |
| „Lost and Alone”          | 2016 | „One day”           |
| "The Last Time" (z Deuce) | 2016 | „One day”           |
| „Breaking Now”            | 2016 | „One day”           |
| „Crazy”                   | 2018 | „The Future”        |